# Raúl Anganuzzi
Raúl L. Anganuzzi (ur. 20 lipca 1906) – argentyński florecista, brązowy medalista olimpijski.
Na igrzyskach olimpijskich w Amsterdamie w 1928 roku reprezentacja Argentyny w składzie: Roberto Larraz, Raúl Anganuzzi, Luis Lucchetti, Héctor Lucchetti i Carmelo Camet zdobyła brązowy medal we florecie drużynowym. Indywidualnie nie startował. Był to jego jedyny występ olimpijski.
Nie zdobył medalu mistrzostw świata.